# Pavle Branović
Pavle Branović war der Sohn des Bran, des Bruders Prvoslavs.
Er herrschte als Groß-Župan von Raszien, den mittelalterlichen serbischen Staat ca. 917 bis 921 und war anfangs ein Vasall Bulgariens. Den byzantinischen Favoriten Zaharije Prvosavljević übergab er den Bulgaren. Als sich Pavle Branović von den Bulgaren zu Byzanz wandte, wurde er von Zar Simeon von Bulgarien gestürzt und statt seiner Zaharije Prvosavljević eingesetzt.
| Vorgänger        | Amt                            | Nachfolger             |
| ---------------- | ------------------------------ | ---------------------- |
| Petar Gojniković | Groß-Župan von Raszien 917–921 | Zaharije Prvosavljević |

| Personendaten    | Personendaten   |
| ---------------- | --------------- |
| NAME             | Branović, Pavle |
| KURZBESCHREIBUNG | Groß-Župan      |
| GEBURTSDATUM     | 9. Jahrhundert  |
| STERBEDATUM      | 10. Jahrhundert |